# 런던 혼잡통행료

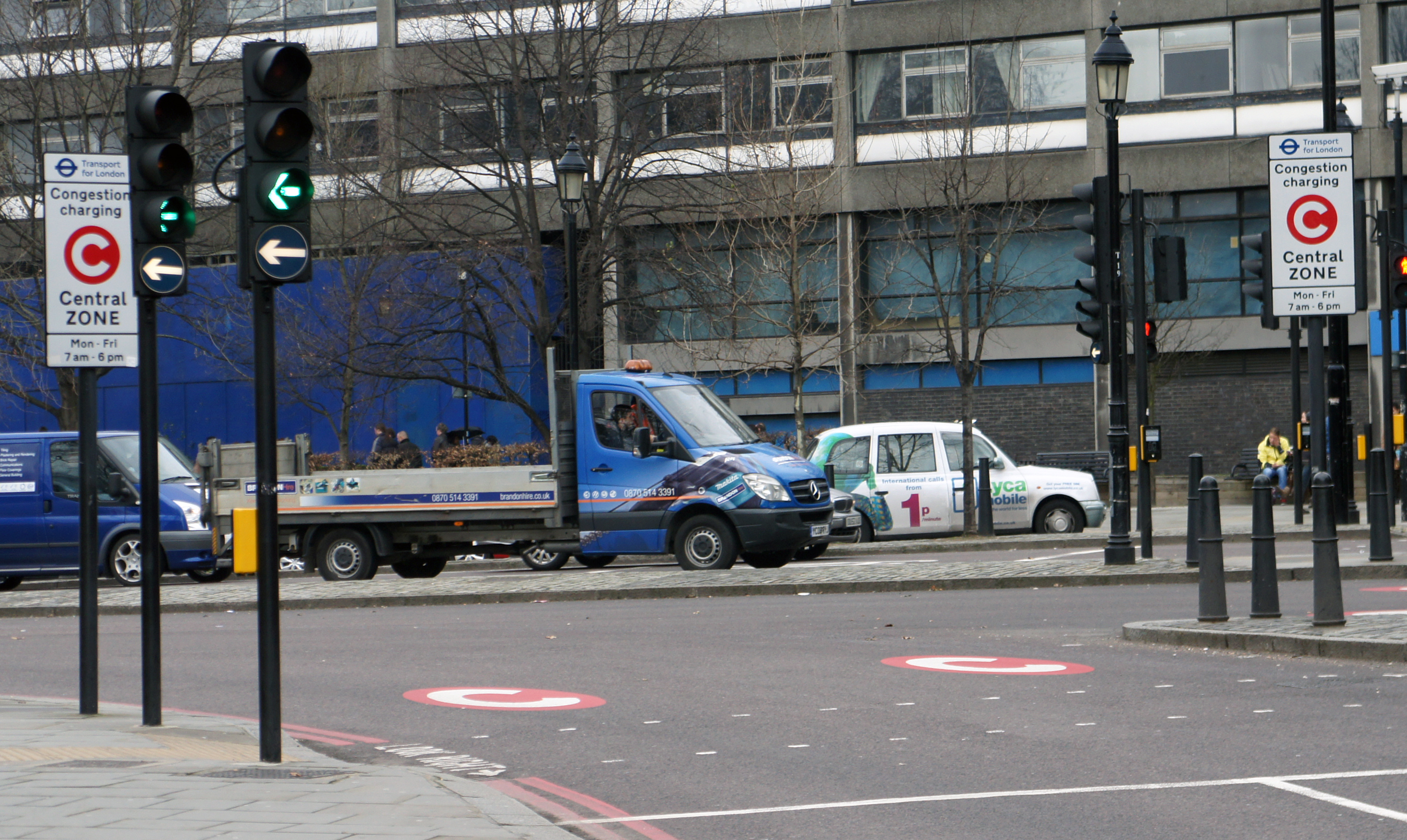

런던 혼잡통행료는 센트럴 런던 지역으로 진입하는 차량에 대한 수수료다. 이는 현재 거대 도시의 혼잡통행료의 모델로 여겨진다. 혼잡통행료에 대한 관리 조직은 런던 교통국(Transport for London, TfL)이며, 이는 캐피타 그룹에 의한 계획에 의해 운영된다. 요율은 하루에 8 파운드이며, 이는 7시부터 18시까지 혼잡통행료 징수 구간으로 차량이 진입할 때 징수되는 것으로, 이 요금을 지불하지 않는 사람들을 위한 벌금으로서 요구되는 것이다. 구역은 2003년 2월 17일부터 운용되기 시작하였으며, 2007년 2월 19일 서부 런던으로 구역이 확장되었다. 혼잡통행료의 목적은 사유 자동차 사용을 억제하고, 정체를 줄이며 대중교통에 대한 투자를 늘리기 위한 것이다.

## 같이 보기
- 유도된 수요
- 루이스-모그리지 명제
- 브라에스의 역설
- 다운스-톰슨의 역설
- 혼잡통행료